# Al-Burūdsch
Al-Burūdsch (arabisch البروج al-Burūdsch ‚Die Türme‘ bzw. ‚Die Sternzeichen‘) ist die 85. Sure des Korans, sie enthält 22 Verse. Ihr Titel bezieht sich auf den ersten Vers. 
Die ersten neun Verse gehören in die erste mekkanische Periode der koranischen Verkündigung (610–615). Sie drohen den Widersachern des Propheten in Mekka mit dem Tode. Vers 3: „(Bei) dem Zeugen und dem, was bezeugt ist!“ hat zu unterschiedlichen Deutungen Anlass gegeben, unter anderem: 
1. Der Zeuge ist Gott, und das Bezeugte ist entweder die Einheit Gottes, die prophetische Sendung oder „alle Dinge“ (siehe Vers 9 dieser Sure: „Und Gott ist Zeuge über alle Dinge“).
2. Der Zeuge ist Mohammed, und das Bezeugte ist die Botschaft der anderen Propheten.
3. Der Zeuge ist jeder Prophet, der Zeugnis über sein Volk ablegt (u. a. Jesus).
4. Der Zeuge ist jeder Mensch, der die Einheit Gottes bezeugt.
5. Der Zeuge sind die Glieder des Menschen, die Zeugnis über sein Werk ablegen.

Die folgenden Verse sind wohl später hinzugekommen und werden der zweiten mekkanischen Periode zugerechnet (615–620). Der Teil ab Vers 17 erwähnt Pharao und Thamud, erinnert damit an das Schicksal ungläubiger Völker und schließt mit einem Lob auf den „glorreichen Koran auf einer wohlverwahrten Tafel“.